# Máriássy Ádám
Máriássy Ádám (? – Hotin, Bukovina, 1739) kuruc generális.

## Élete
Nagy Iván szerint lehet, hogy Máriássy Imre fia volt.
1704-ben II. Rákóczi Ferenc főhadsegéde, ezeres-kapitány volt. 1710-ben Kassát védte.
A szatmári béke (1711) után Lengyelországban tartózkodott, majd 1716-ban Törökországba ment, s katonáival Ruscsukban, később pedig Nišben élt. Ekkor már generális volt. 1718-ban a fejedelem I. Péter orosz cárhoz küldte követségbe. 1719-ben Rodostóba költözött. 1732-ben Hotinban az emigráns kuruc lovasság parancsnoka lett.